# トヨタ・アギア
アギア（AGYA）は、トヨタ自動車とダイハツ工業が共同開発した小型ハッチバックである。

## 初代 B100型（2012年 - 2023年）
アギアは、インドネシア政府が打ち出したローコストグリーンカー（LCGC）政策に適合する車種として開発された。LCGC政策はタイ王国のエコカー政策と似たもので、サイズ、燃費、価格、部品現地調達率などの基準を満たした国内生産車をLCGCとして認定し、税制上の優遇措置を行うものである。
開発にあたってはミライースのノウハウが導入されているほか、アストラ・インターナショナルとの現地合弁であるアストラ・ダイハツ・モーター（ADM）が参画している。生産は新しく建設されたADMのカラワン組立工場にて行われ、インドネシア国内のほか、中南米に輸出される。また、マレーシアではプロドゥアが姉妹車のアジアを製造・販売している。
エンジンは当初、排気量1.0Lの直列3気筒 1KR-DE型のみが設定され、これに5速MTまたは4速ATが組み合わせられる。
アギアは2012年のインドネシア国際モーターショー（9月19日から開催）にて初公開されたが、肝心の政府のLCGC政策の公布がなされないために市販車の製造、および販売開始は予定より遅れた。2013年4月22日にADMのカラワン組立工場の開所式が行われ、同年9月9日にようやく発売が開始された。
2013年7月には、トヨタ・モーター・フィリピンが三菱・ミラージュの対抗車種として輸入することを発表。2014年2月、ウィーゴ （Toyota Wigo）として販売を開始した。フィリピンのほか、スリランカ、ブルネイに輸出されている。

### マイナーチェンジ
2017年4月7日にマイナーチェンジが行われ、近年のトヨタ車に共通するキーンルックに近いフロントフェイスに改められた。エンジンが1KR-VE型に換装されたほか、1.2L直列4気筒の3NR-VE型も追加された。

他にもバンパーデザインの変更や、LEDサイドライト付きプロジェクターヘッドライト、LEDテールランプ、デュアルエアバッグ、3点式シートベルト、ステアリングスイッチコントロール、サイドインパクトビームの採用、インテリア品質の向上などが行われた。

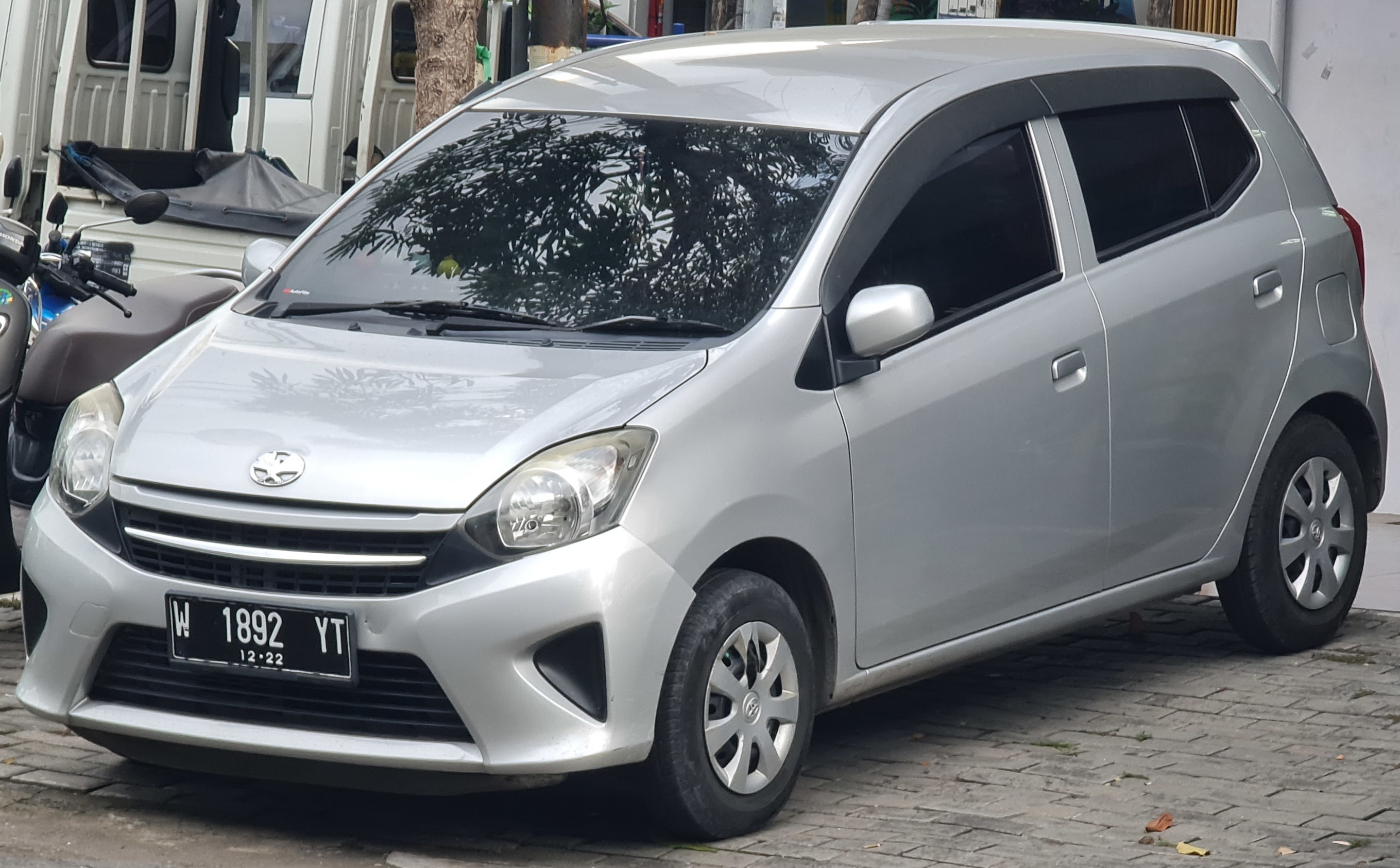
トヨタ・アギア 1.0 E（2012年10月販売型）
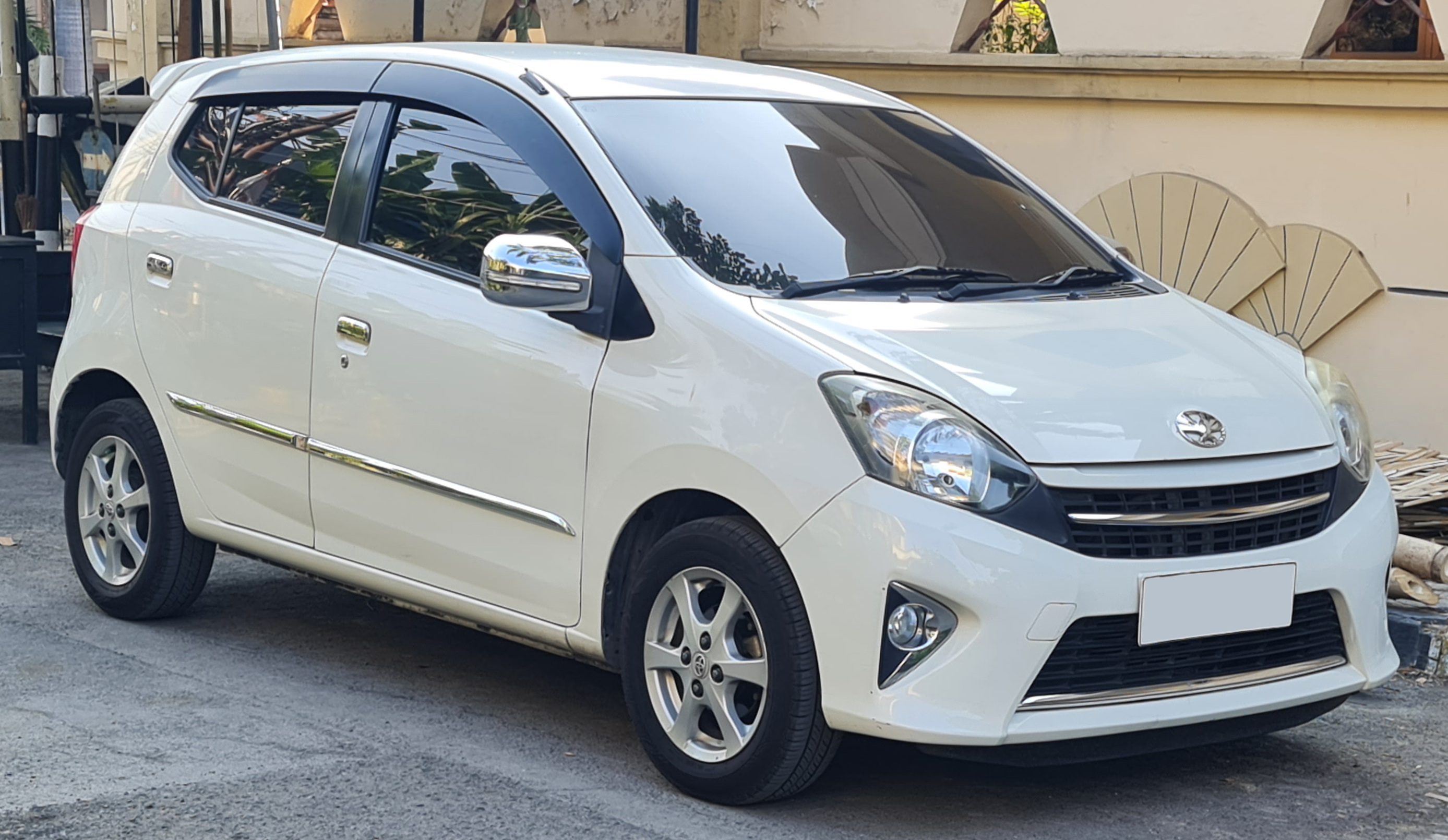
トヨタ・アギア 1.0 G（2012年10月販売型）
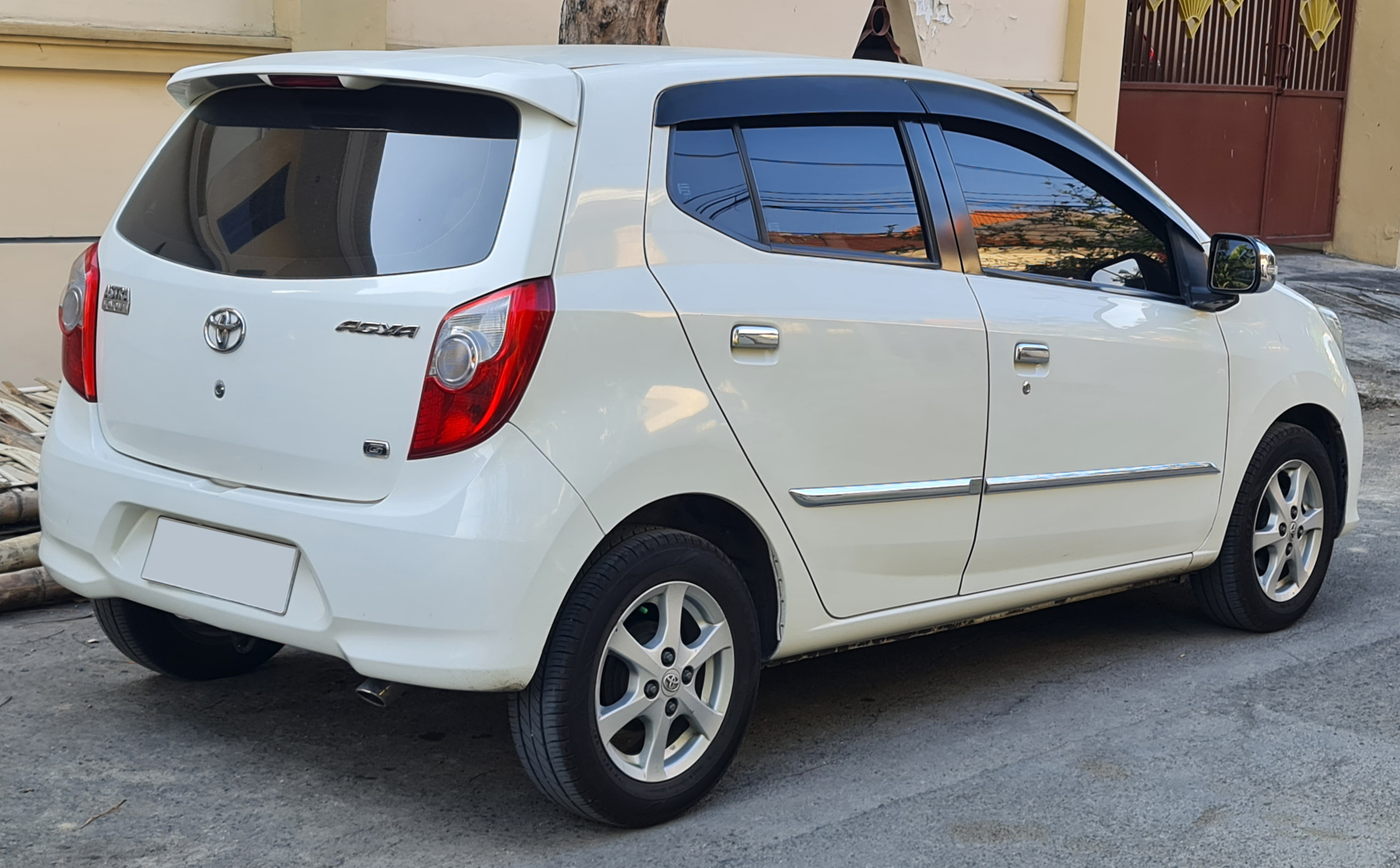
トヨタ・アギア 1.0 G（2012年10月販売型）リア
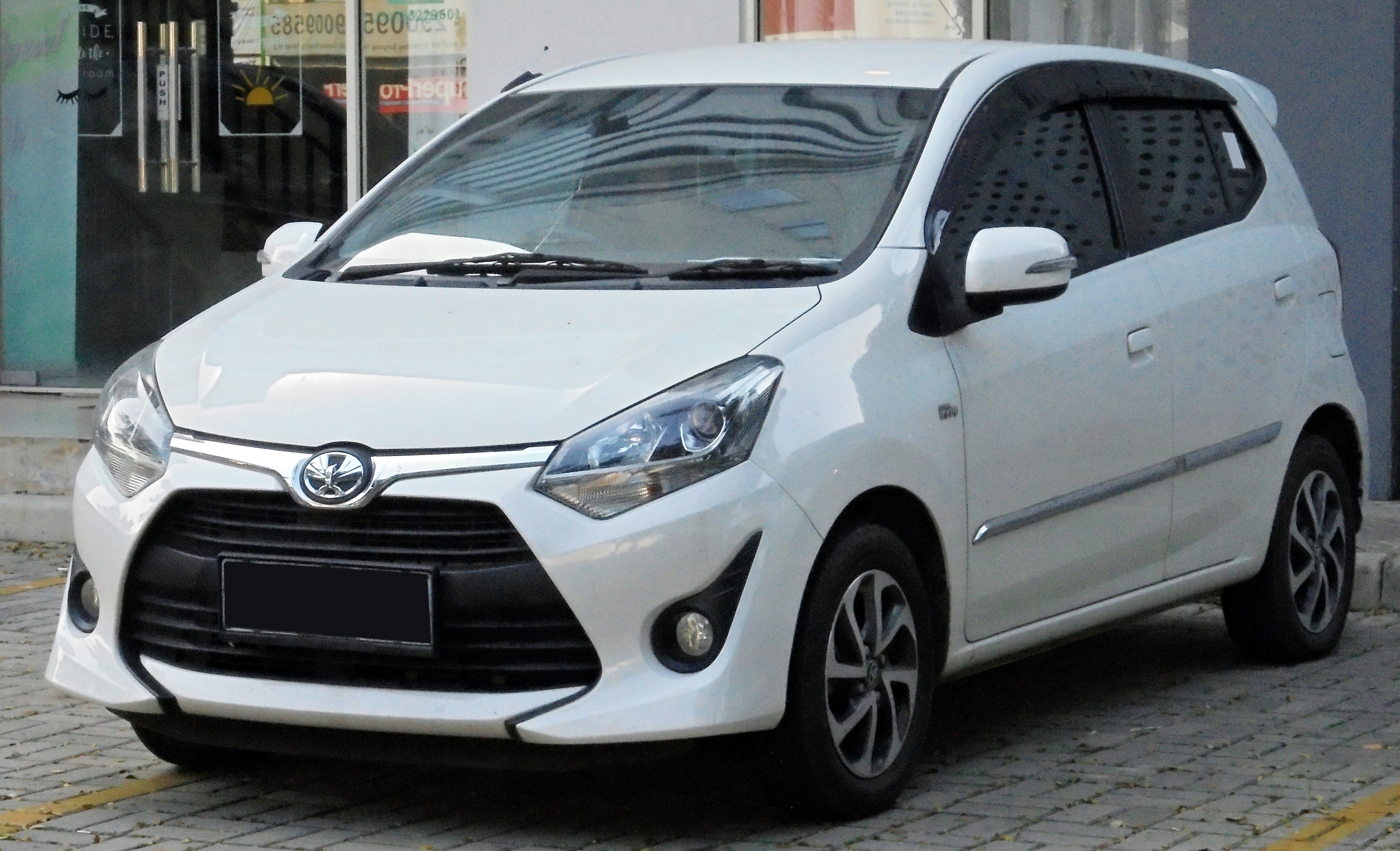
トヨタ・アギア 1.2 G（2017年4月改良型）
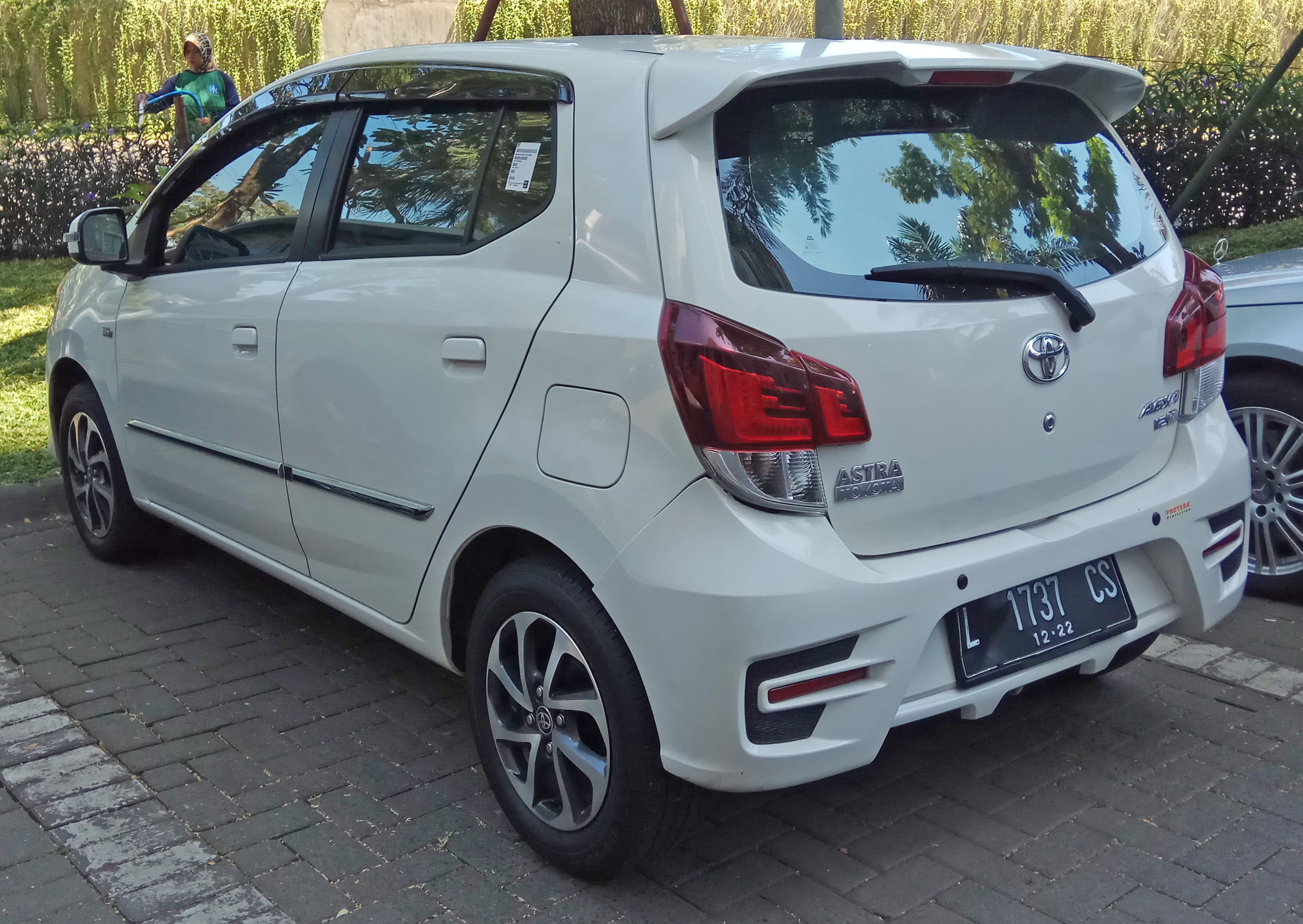
トヨタ・アギア 1.2 G（2017年4月改良型）リア
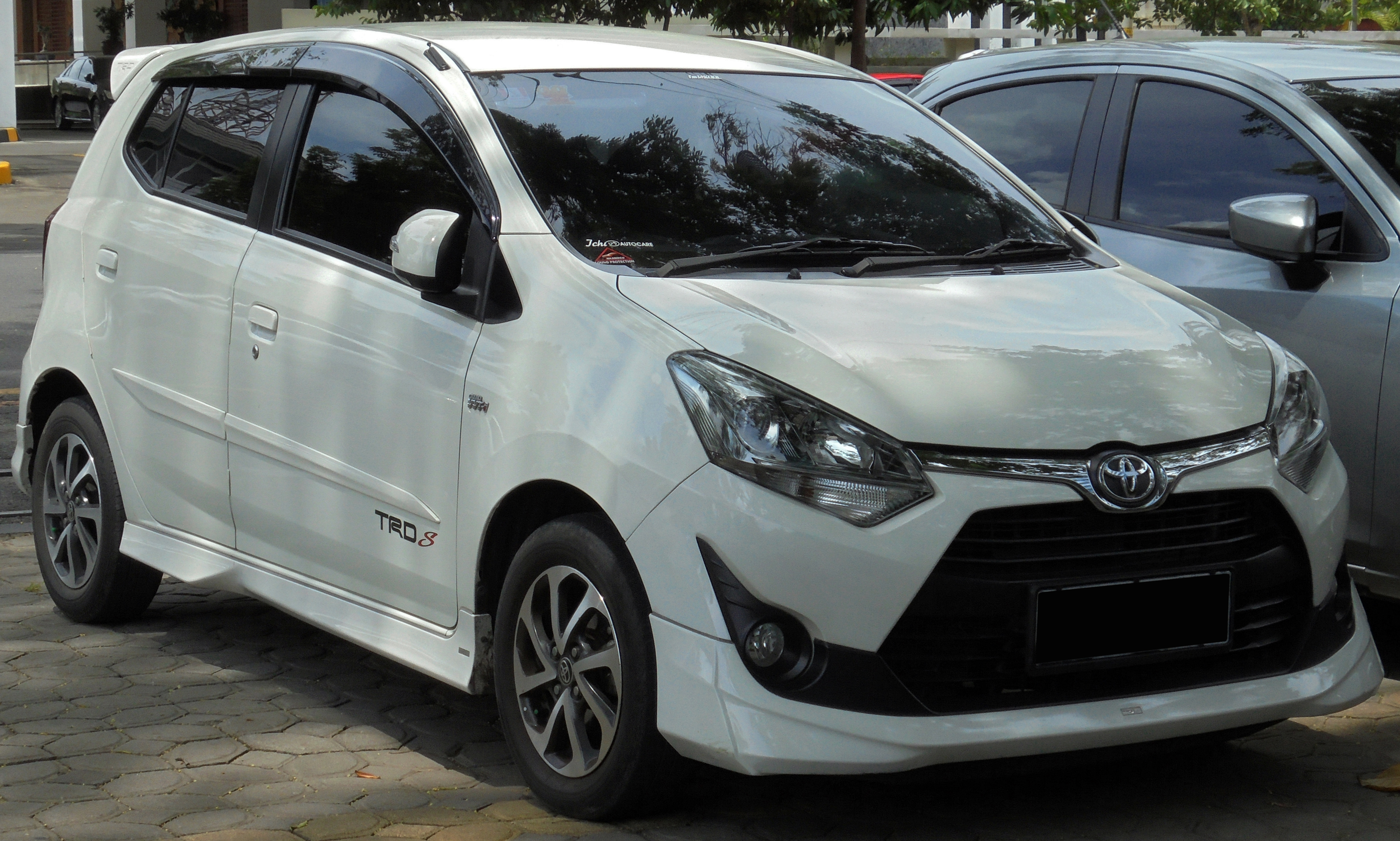
トヨタ・アギア 1.2 TRD S（2017年4月改良型）
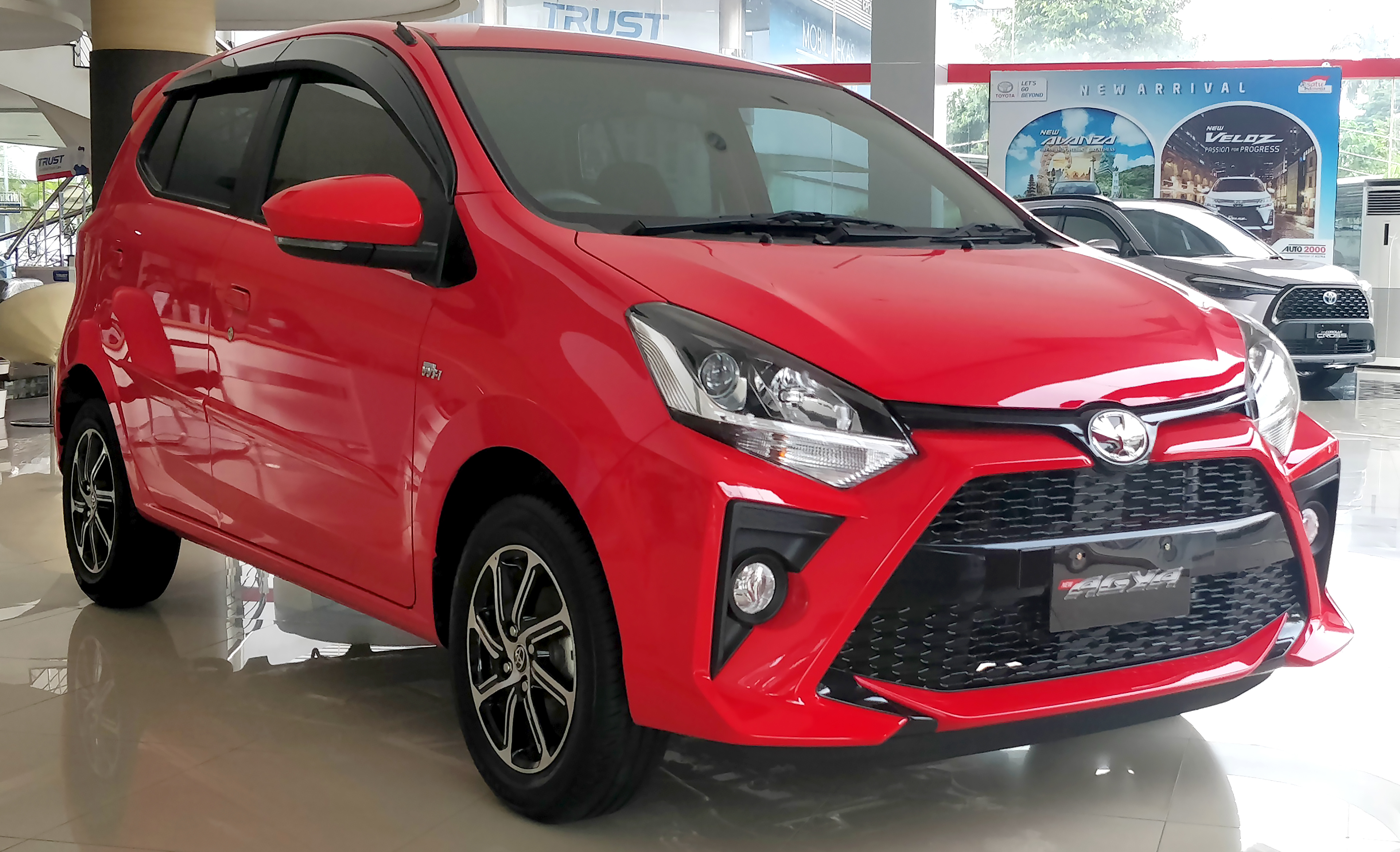
トヨタ・アギア 1.2 G（2020年3月改良型）
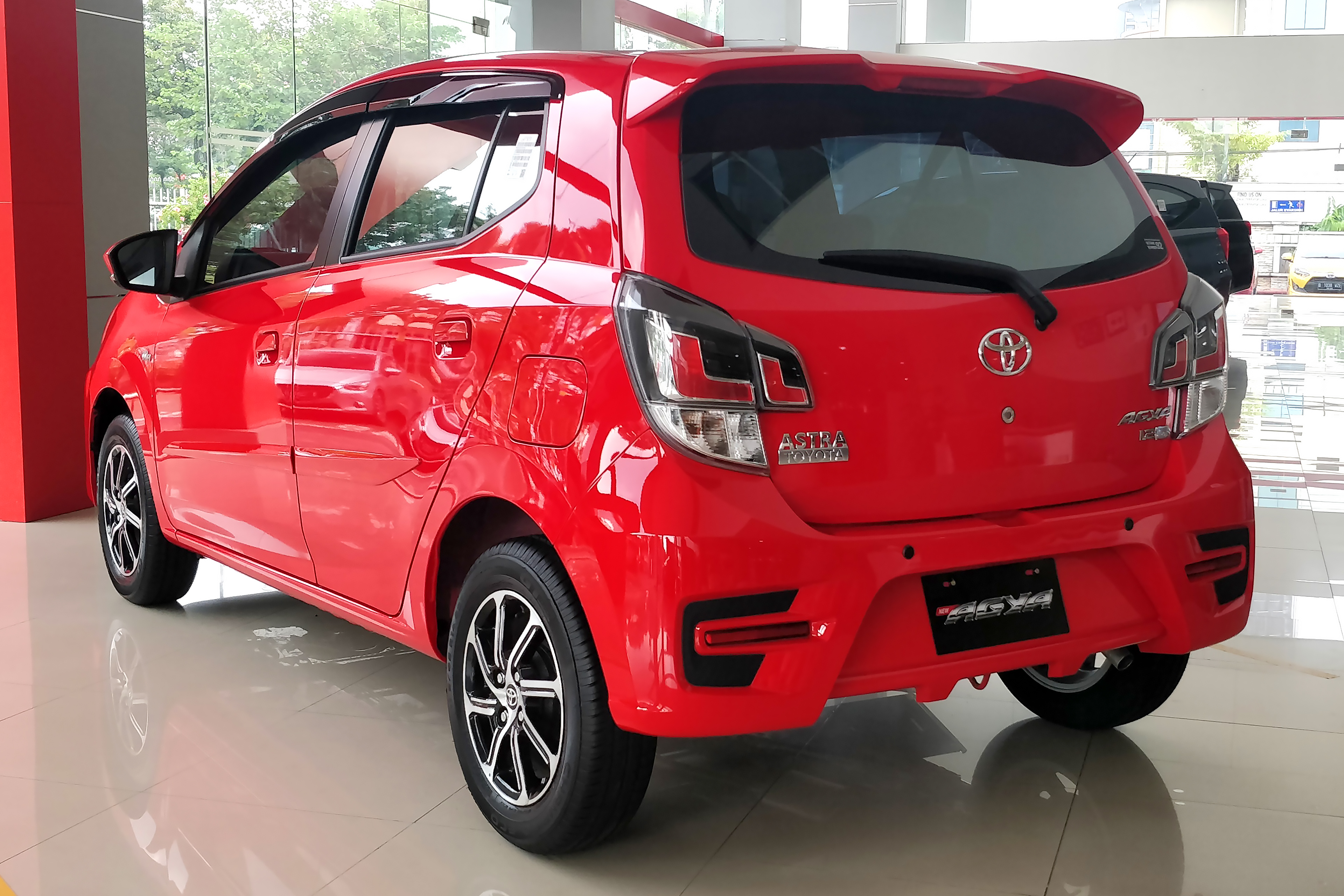
トヨタ・アギア 1.2 G（2020年3月改良型）リア
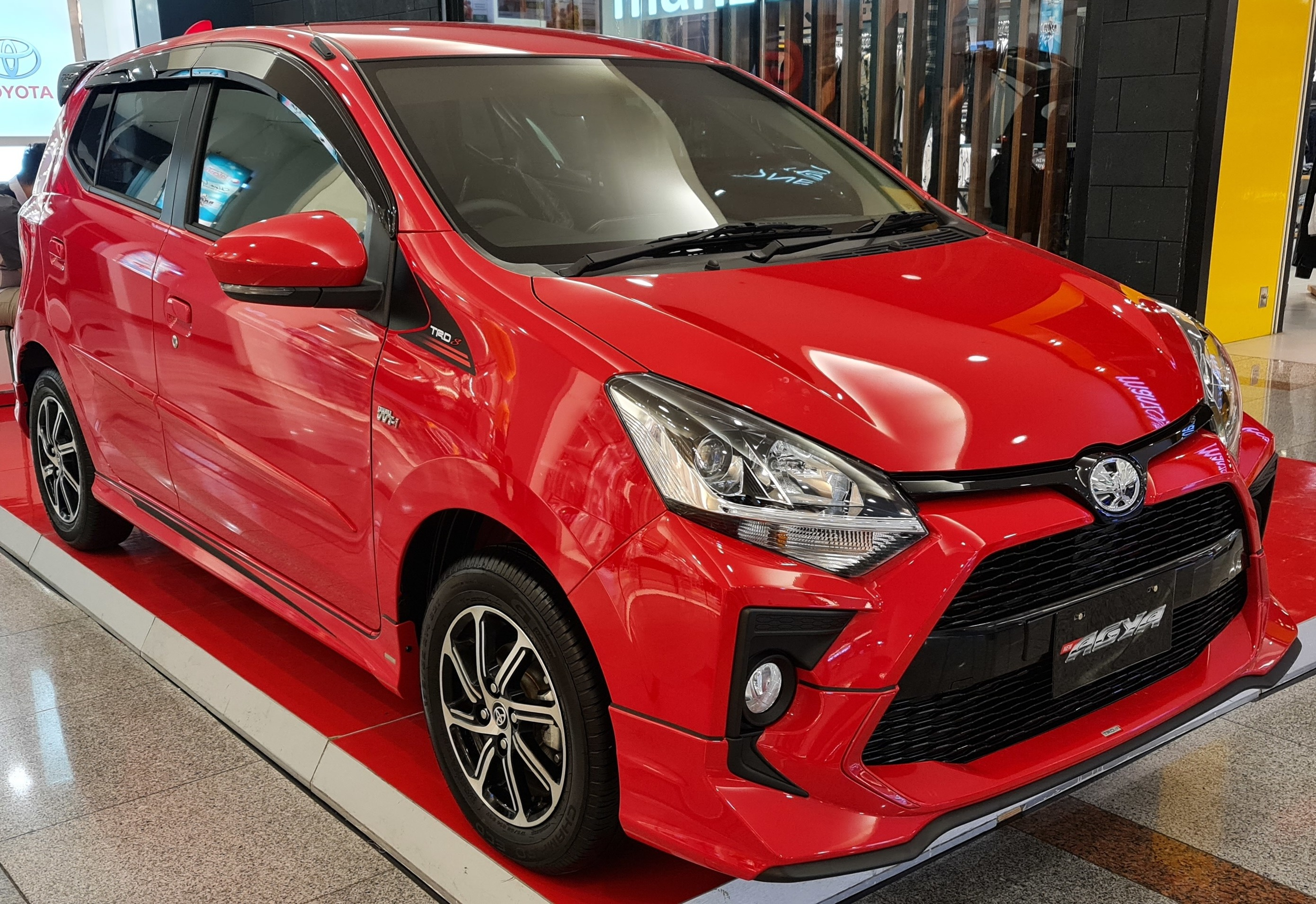
トヨタ・アギア 1.2 TRD S（2020年3月改良型）
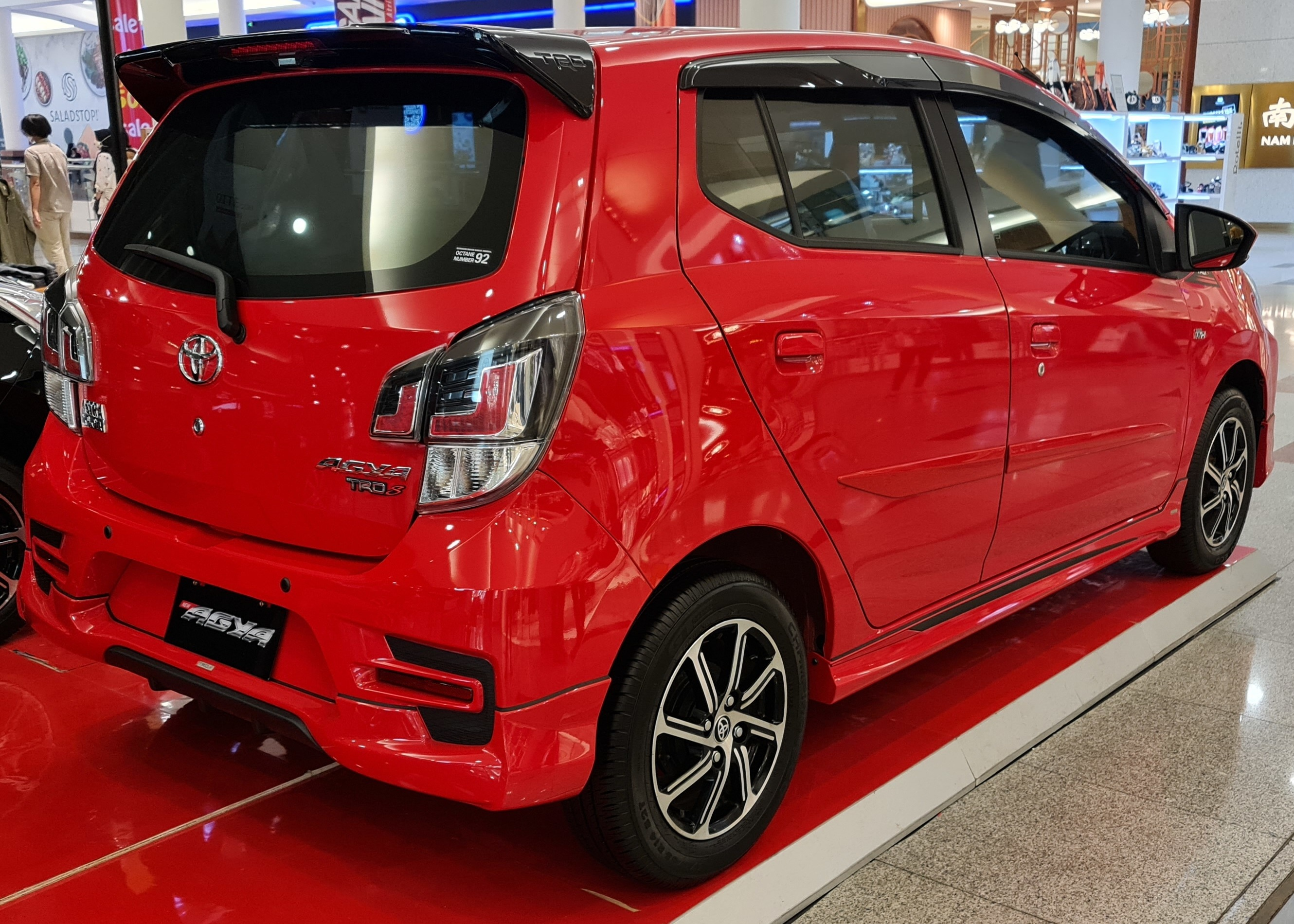
トヨタ・アギア 1.2 TRD S（2020年3月改良型）リア
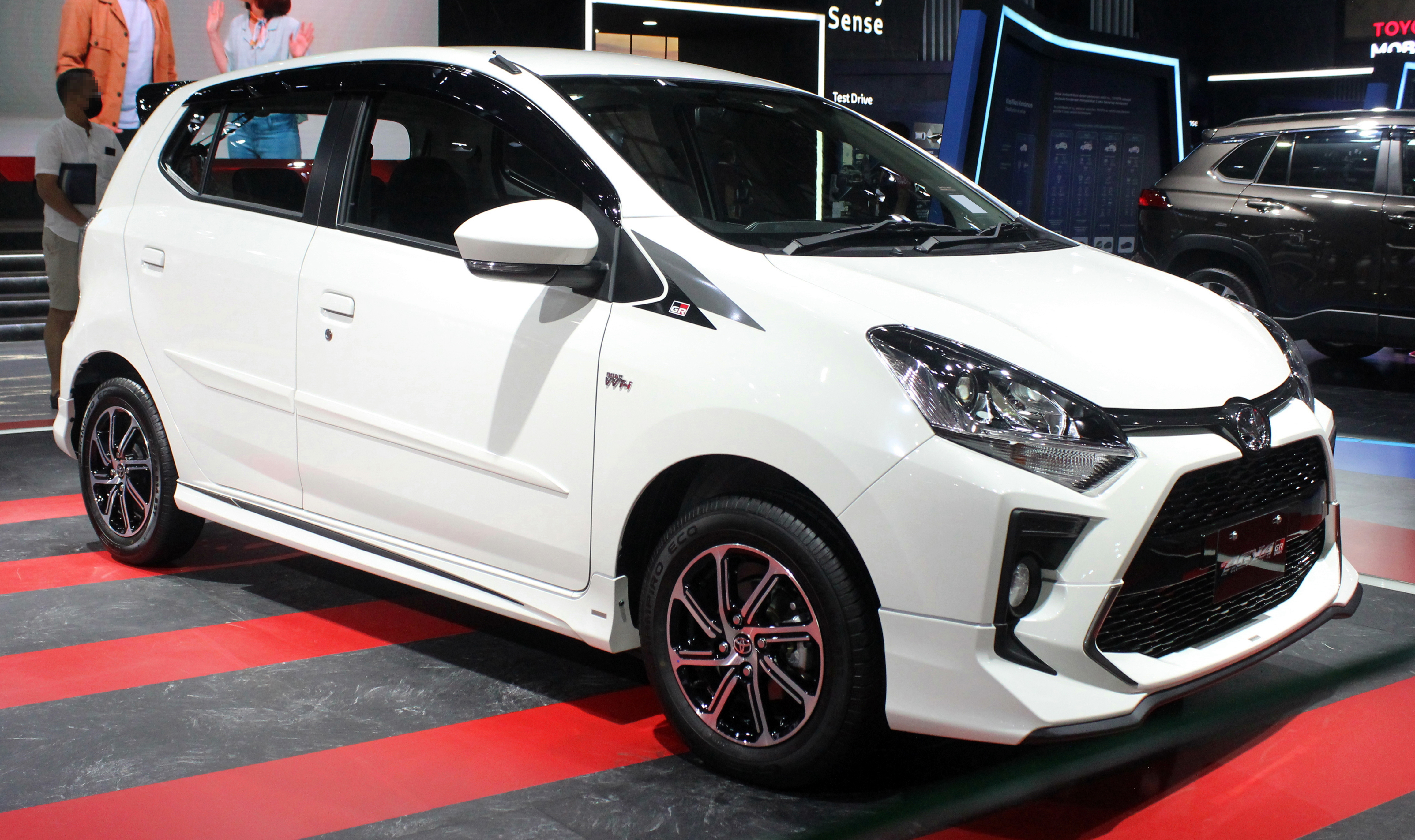
トヨタ・アギア 1.2 GR Sport（2021年8月改良型）
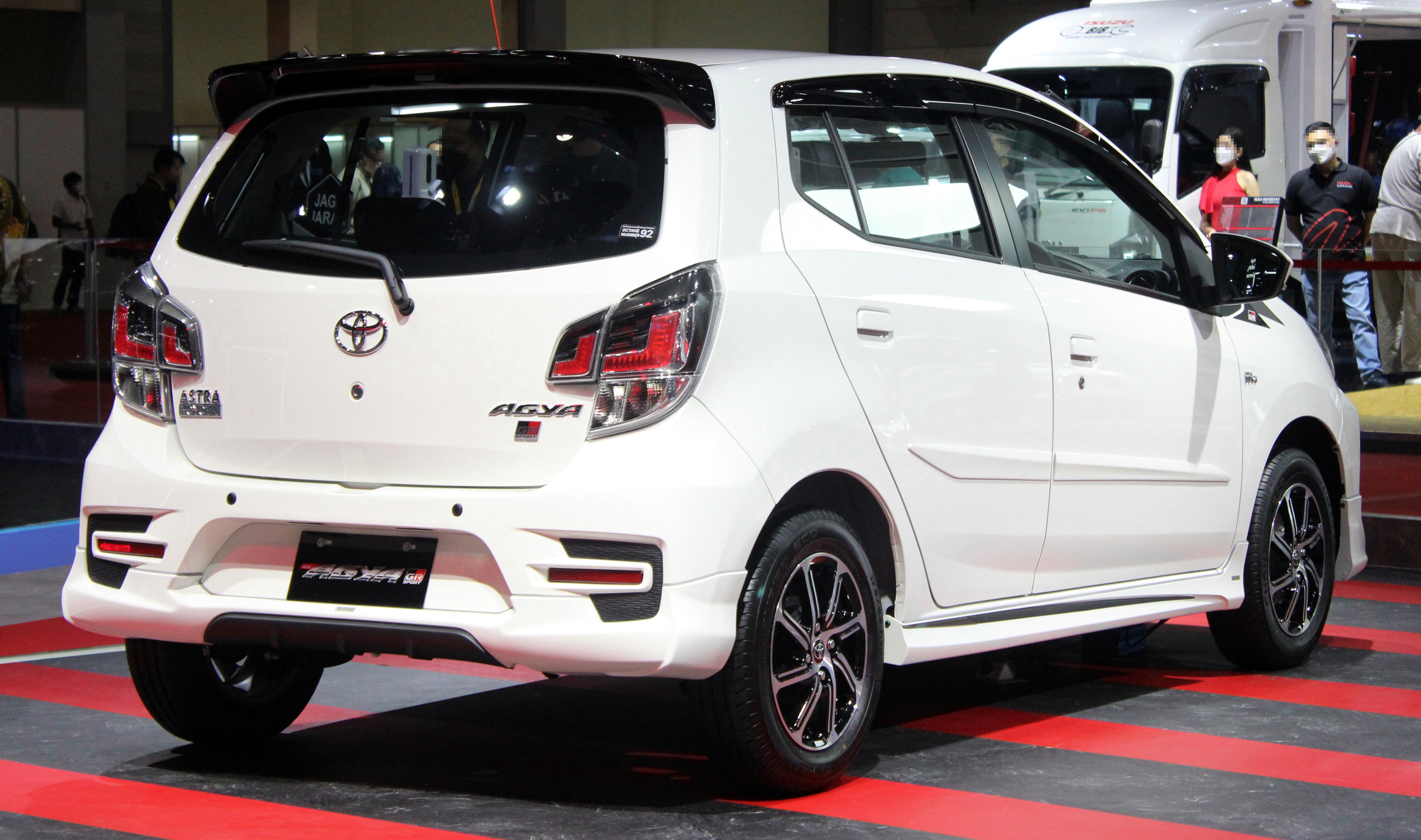
トヨタ・アギア 1.2 GR Sport（2021年8月改良型）リア

## 2代目 A350型（2023年 - ）
2023年2月13日、インドネシアで10年ぶりにフルモデルチェンジした「アギア」、ならびにスポーツタイプの「アギア GR SPORT」を発表した。
2023年3月11日、新型アギアを発売。
2023年4月28日、ダイハツが開発した海外向けの4車種で側面衝突試験の認証申請の際に、ドアの内側に不正な加工が施され、試験を通過したことが判明。同年6月に生産予定のアギアも対象であり、出荷を順次停止している。

## 車名の由来
「AGYA」は、サンスクリット語で"高速"を意味する。この車名は、インドネシア風の車名を必要とするLCGC政策に適合させるために選択されたものである。